# Rochester (Kent)
Rochester es un pueblo, y anteriormente ciudad, del condado de Kent, Inglaterra. 
Se encuentra dentro del área de la autoridad unitaria de Medway, a orillas del río homónimo, y a unos 50 km de Londres. Rochester es conocido por su catedral y su castillo. Este último, en 1215 estando ocupado por barones rebelados por los acuerdos de paz alcanzados por el rey Juan I de Inglaterra con Francia, estuvo asediado durante cerca de 2 meses por el propio rey. El asedio se levantó cuando los defensores murieron de inanición.

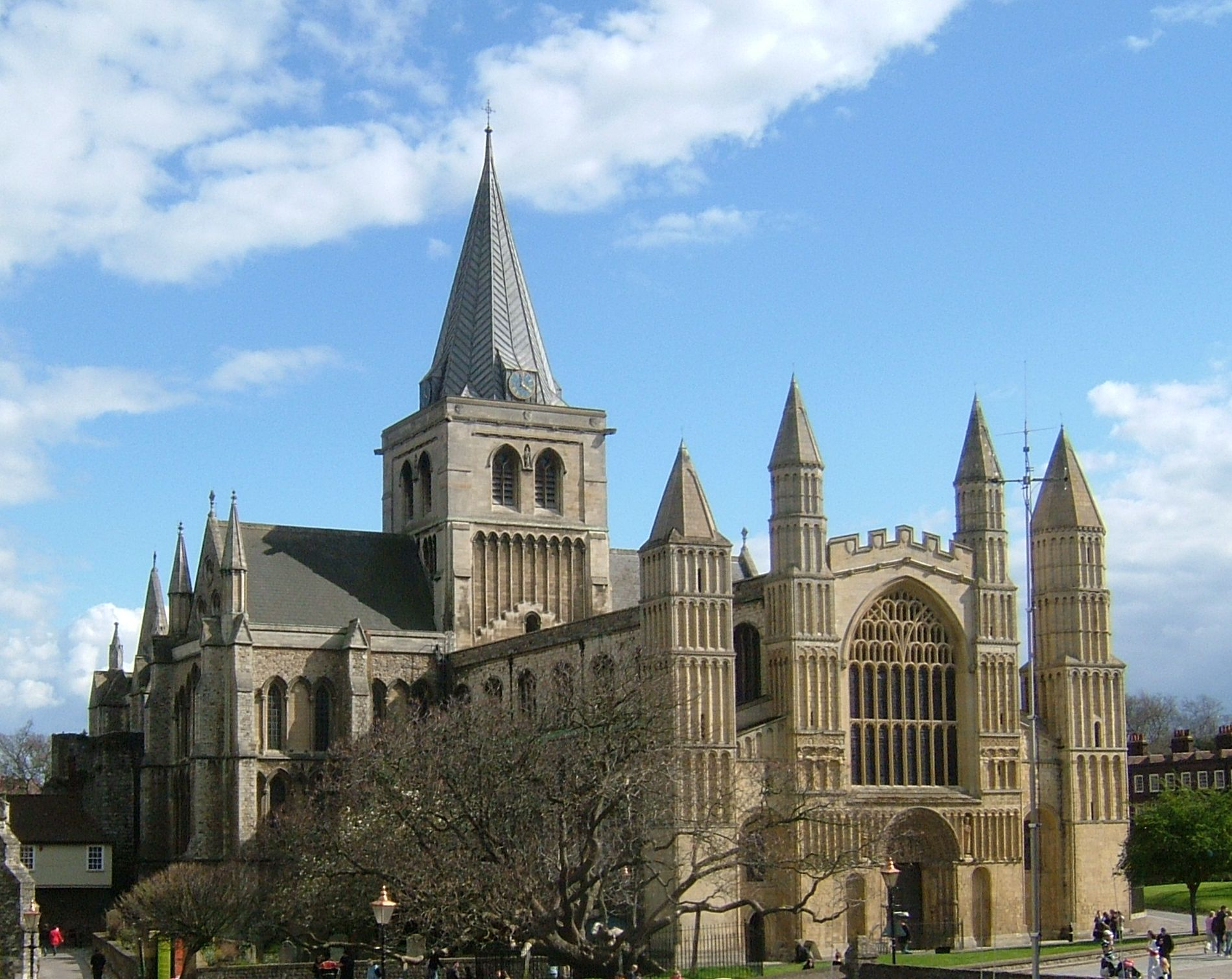
Catedral de Rochester en Kent

## Historia

### Toponimia

Escudo de Kent

El topónimo romano-britano para Rochester ha sido cuestión de debate durante mucho tiempo. El nombre Durobrivae puede ser traducido como bastión en el puente o plaza fuerte de los puentes. También era conocido como Durobrovum y Durobrivis, que podría ser una latinización de la palabra britana Dourbruf que significa corriente rápida, río.

### Etapa prerromana
- Prehistoria: Existen evidencias de al menos un asentamiento neolítico encontrado en 1961 por R. E. Chaplin debajo de los niveles romanos de la ciudad.
- Céltica: Rochester fue uno de los dos oppida de la tribu Cantiaci (el otro es la capital, Cantiacorum, hoy en día Canterbury). Era el centro oeste administrativo del reino celta de Kent.

### Etapa romana
- 43 a. C: Los romanos llegaron y llamaron al asentamiento Durobrivae, después de ser conquistado por Aulo Plaucio. La colonia romana posterior nos ofrece la actual calle Mayor y la colina Northgate/Boley.[3]

- Alrededor de la década de los 90 del siglo II: los romanos construyen protecciones de barro en puntos claves para el dominio del territorio.
- En torno al año 220: Estas fueron sustituidas por otras hechas en piedra, que aún se conservan.
- En 427 los romanos decidieron abandonar lo que para ellos fue la provincia de Britania.

### Etapa medieval
Rochester era una ciudad importante, construido en el sitio de una ciudad romana en el cruce del río Medway y Watling Street, una calzada romana.

#### El castillo de Rochester
Construido entre 1087 y 1089 para obispo Gundulf, algunas partes del castillo sobreviven a pesar de que ha sido muy alterado por el uso y la reutilización en los siglos siguientes.

#### El catedral de Rochester
La iglesia del Cristo y de la Bienaventurada Virgen (en inglés: Cathedral Church of Christ and the Blessed Virgin Mary) se trata de un edificio normando.

### Ciudades Hermanadas
- Cádiz